# Dendrobium ionopus
Dendrobium ionopus är en orkidéart som beskrevs av Heinrich Gustav Reichenbach. Dendrobium ionopus ingår i släktet Dendrobium, och familjen orkidéer. Inga underarter finns listade i Catalogue of Life.